# Кемпбелл-Ривер (Британська Колумбія)
Кемпбелл-Ривер (англ. Campbell River) — місто з площею 143,48 км² в провінції Британської Колумбії у Канаді, (50°1′28″ пн. ш. 125°14′51″ зх. д. / 50.02444° пн. ш. 125.24750° зх. д.) на острові Ванкувер.
Місто налічує 29 572 мешканців (2007 р.), густота населення 206,1 чол/км².
Містечко має прізвисько «Світова столиця лососів».
Економіка Кемпбелл-Ривер включає лісове господарство, рибальство і туризм.

## Міста-побратими
- Ісікарі, Японія